# گیرنده فاکتور رشد شبه‌انسولین ۱
گیرندهٔ فاکتور رشد ۱ شبه‌انسولین (انگلیسی: Insulin-like growth factor 1 receptor) با نامِ اختصاریِ «IGF-1R»، که با نام «CD221» هم شناخته می‌شود، نام یک پروتئین است که بر سطح سلول‌های انسانی یافت می‌شود. این گیرندهٔ ترا غشایی، توسط فاکتور رشد شبه‌انسولین ۱ (IGF1) و پروتئین مرتبط دیگری به‌نام فاکتور رشد شبه‌انسولین ۲ فعال می‌شود و به خانوادهٔ بزرگ گیرنده‌های تیروزین کیناز تعلق دارد. مولکول IGF1 نقش مهمی در رشد جاندار ایفا می‌کند و در افراد بالغ اثر آنابولیک دارد؛ بدین معنی که موجب هیپرتروفی ماهیچهٔ اسکلتی و سایر بافت‌ها می‌شود.
این گیرنده، در چندین نوع سرطان، از جمله سرطان پروستات، سرطان پستان و سرطان ریه دخیل است.
گیرندهٔ فاکتور رشد ۱ شبه‌انسولین، همچنین در جوش‌خوردن جمجمه نقش دارد.
برخی پژوهش‌های انجام‌شده بر روی موش حاکی از آن است که این گیرنده در روند پیری هم مؤثر است.